# Klemm L27
Die Klemm L 27 war ein Mehrzweck-Leichtflugzeug der Leichtflugzeugbau Klemm GmbH aus dem Jahr 1929.

## Geschichte
Nachdem Robert Lusser mit der Klemm L26 erstmals ein leistungsstarkes Leichtflugzeug konzipiert hatte, eröffnete sich ein neues Anwendungsspektrum für die Leichtflugzeugklasse, die über das reine Sport- und Ausbildungsflugzeug hinaus ging. Unter anderem ermöglichten die stärkeren Motore höhere Zuladungen, die neben dem Transport zusätzlicher Fluggäste auch den Frachttransport ermöglichten. Auch im Bereich des Kunstflugs ergaben sich mit den leistungsstärkeren Motoren Anwendungsmöglichkeiten, die mit den bisherigen, schwachmotorisierten Leichtflugzeugen nicht zu realisieren waren. Die bereits leistungsgesteigerte Klemm L26 erwies sich für viele dieser neuen Aufgaben strukturell als noch nicht ausreichend. Daher überarbeitete Lusser die Grundstruktur der Klemm L26 für die neuen Mehrzweckaufgaben.
In Hinblick auf Frachttransporte verwendete Lusser den dreisitzigen Entwurf der Klemm VL26 mit gestrecktem Rumpf und verbreitertem Rumpf als Ausgangsmodell für das Mehrzweckflugzeug Klemm L27. Die Struktur des Rumpfkastens wurde verstärkt, um die Aufnahme schwerer Lasten im vorderen Cockpitbereich sowohl beim Frachttransport als auch im Kunstflug zu ermöglichen. Statt des 88 PS starken Siemens Sh13 der Klemm L26 sah Lusser für die Klemm L27 bereits den stärkeren Argus As 8 mit 120 PS vor, der erst später in der Klemm L26 zum Einsatz kam.
Als Prototyp entstand 1929 vermutlich die L27, WNr. 190, D-1744. Ab 1930 bot die Leichtflugzeugbau Klemm GmbH die Klemm FL27 als Frachtleichtflugzeug an. Das Interesse von kleineren Fracht-, Post- und Zeitungsdiensten an der Klemm FL27 blieb auf Grund des höheren Strukturgewichts der Maschine und der nur geringfügig höheren Zuladung gegenüber der inzwischen auch mit dem Argus-Motor verfügbaren Klemm L26 gering. Eine Klemm L27 konnte im Januar 1930 an den Kunstflieger Fritz Schindler verkauft werden. Schindler verunglückte mit dieser Maschine im September 1930, wodurch die Attraktivität der Klemm L27 auch in Kunstflugkreisen sank. In Deutschland konnten nur noch zwei weitere Klemm L27 an Luftsportvereine verkauft werden.
Erfolgreicher beim Absatz der Klemm L27 war der englische Klemm-Vertrieb von Edward Stephen. Für ihn wurden im Frühjahr 1930 zwei Klemm L27 mit dem 95 PS starken Blackburn Cirrus III als Klemm L27III umgerüstet. Stephen bestellte 1931 noch drei weitere Klemm L27 mit Blackburn Cirrus Hermes IIB bzw. De Havilland Gipsy III. Insgesamt entstanden in Böblingen zwischen 1929 und 1931 nur acht Exemplare der Klemm L27.
In den USA überarbeitete die Aeromarine-Klemm Corporation als Lizenzpartner der Leichtflugzeugbau Klemm GmbH 1930 die Pläne der Klemm L27 für den amerikanischen Markt unter der Bezeichnung AKL-27. Infolge der Insolvenz des Unternehmens kam es zu einer Serienfertigung allerdings nicht mehr.

## Varianten
- L27V – vorgesehene Serienmaschine mit Argus As 8
- FL27 – spezielle Frachtvariante der Klemm L27
- L27III – Export nach England mit Blackburn Cirrus Minor
- L27VII – Export nach England mit Cirrus Hermes IIB
- L27IX – Export nach England mit De Havilland Gipsy III

## Technische Daten
| Kenngröße             | L27V                              |
| --------------------- | --------------------------------- |
| Besatzung             | 1                                 |
| Passagiere            | 1 (optional Fracht)               |
| Länge                 | 7,70 m                            |
| Spannweite            | 13,20 m                           |
| Höhe                  | 2,80 m                            |
| Flügelfläche          | 20,30 m²                          |
| Flügelstreckung       | 8,6                               |
| Leermasse             | 400 kg                            |
| max. Startmasse       | 700 kg                            |
| Reisegeschwindigkeit  | 155 km/h                          |
| Höchstgeschwindigkeit | 175 km/h                          |
| Dienstgipfelhöhe      | 6000 m                            |
| Reichweite            |                                   |
| Triebwerke            | ein Argus As 8 mit 100 PS (74 kW) |